# Töpfleben
Töpfleben ist ein Ortsteil der Stadt Gotha in Thüringen.

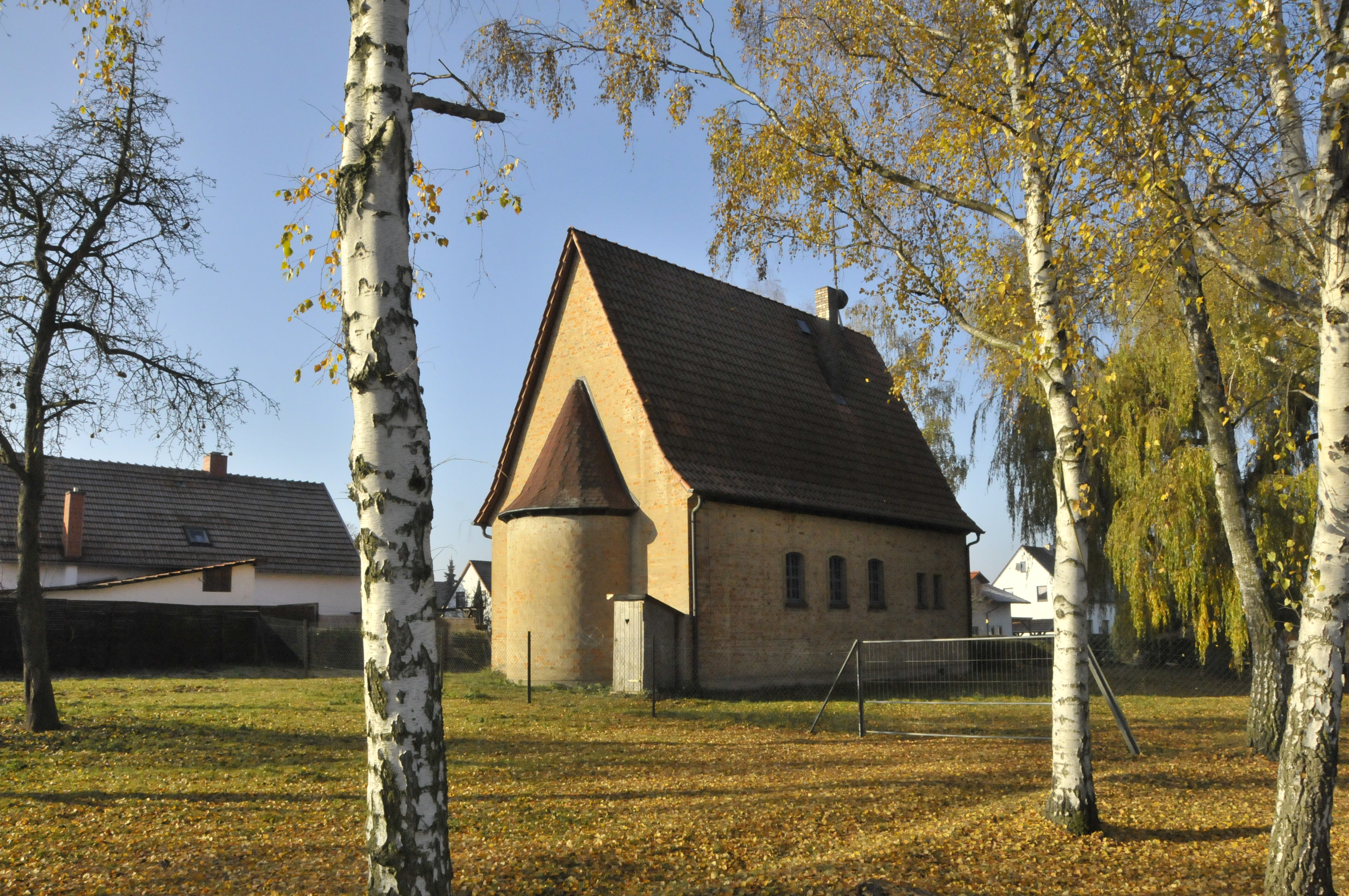
Töpfleber Dorfkirche

## Geografie
Der Stadtteil liegt im Osten von Gotha, südlich des Großen Seebergs. Das Ortsgebiet grenzt im Nordwesten an das Gelände der Friedenstein-Kaserne. Südwestlich verläuft die Landesstraße 1045 von Gotha nach Günthersleben und Wechmar. Die Ortschaft grenzt unmittelbar an den nordöstlich gelegenen Standortübungsplatz der Bundeswehr.

## Geschichte
In einer Urkunde von 878 über einen Gütertausch zwischen der Kirche von Châlons und dem Mainzer Erzbischof wird Töpfleben bereits erwähnt: in ducatu Thuringie in villa Tupheleiba seu in ceteris locis in eodem ducatu iacentibus.
August Beck erwähnte den Ort in Band 2 seiner Geschichte des Gothaischen Landes. Demnach verkaufte 1265 der Propst zu St. Michaelis in Fulda der Abtei zu Breitungen alles Eigenthum seiner Kirche in Tuppheleibin für 24 Mark. Im gleichen Artikel des Buches wird erwähnt, dass es zu jener Zeit auch schon eine Kirche gegeben haben muss: Das Kloster Georgenthal überläßt 1368 dem Stifte zu Gotha das Patronatsrecht der dem heiligen Stephan gewidmeten Kirche von Tupfleibin.. Weiterhin heißt es dort, dass der Ort 1380 als villa deserta (Wüstung) bezeichnet wurde. Zu Zeiten Becks musste auf der Töpfleber Flur eine Mühle gestanden haben.

## Sehenswürdigkeiten
Die kleine Töpfleber Kirche, die evangelische „Luther-Kapelle“, wurde 1954 von den alteingesessenen und während bzw. nach dem Weltkrieg insbesondere aus Bessarabien neu hinzugekommenen Dorfbewohnern erbaut.

## Sonstiges
Nordwestlich von Töpfleben lag einst in knapp zwei Kilometer Entfernung das ebenfalls im Mittelalter wüst gefallene Dorf Mittelhausen, an das namentlich heute die zu Gotha gehörende Siedlung Mittelhausen und der dortige Mittelhäuser Weg erinnern.